# Hugh Ramsay

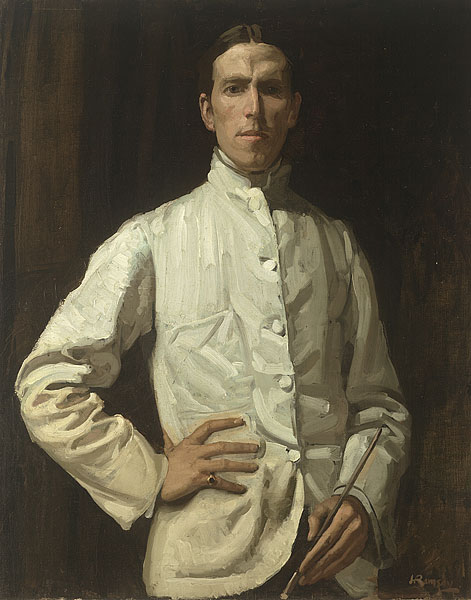
Selfportrait in White Jacket, ca. 1904

Hugh Ramsay (Glasgow, 25 mei 1877 – Clydebank, thans buitenwijk van Melbourne, 5 maart 1906) was een Australisch kunstschilder van Schotse herkomst.

## Leven en werk
Ramsay was de zoon van een succesvolle Schotse zakenman die in 1879 met zijn familie emigreerde naar Australië, Melbourne. Hij volgde tekenlessen bij de National Gallery of Victoria onder Lindsay Bernard Hall en toonde zich daar een uitmuntend leerling. Hij won reeds vanaf zijn zestiende jaar diverse eerste prijzen.
In 1900 trok Ramsay samen met George Washington Lambert naar Europa en ging te Parijs studeren aan de private Académie Colarossi. Hij maakte hoofdzakelijk portretten in een stijl die sterk beïnvloed werd door John Singer Sargent, wiens werk hij zeer bewonderde. In 1902 exposeerde hij met vier werken in de Parijse salon, hetgeen voor zijn jonge leeftijd uitzonderlijk was. Ook exposeerde hij dat jaar op de 'British Colonial Art Exhibition' in Londen en bij de 'Royal Institute galleries'.
Ramsay woonde te Parijs in hetzelfde huis als de schoonbroer van de sopraan Nellie Melba. Hij kreeg opdracht haar portret te schilderen en Melba toonde zich bereid als mecenas voor hem op te treden. Hij werd echter ziek (tuberculose) en zag zich gedwongen eind 1902 terug te keren naar het warmere klimaat in Australië. Kort na zijn terugkeer kwam ook Melba naar Australië en gaf hem nog opdracht enkele van haar familieleden te portretteren.
Ramsay werkte na zijn terugkeer nog een periode met veel energie door en maakte in 1904 enkele van zijn bekendste werken, waaronder The Sisters, Lady with a Fan en enkele zelfportretten. Vanaf 1905 nam zijn gezondheid echter geleidelijk af en hij overleed in 1906, kort voor zijn 29e jaar. Zijn werk bevindt zich in tal van grote musea in Australië, waaronder de National Gallery of Victoria en de National Gallery of Australia in Canberra, de 'Melbourne Gallery' en de 'Sydney Gallery'.

## Galerij

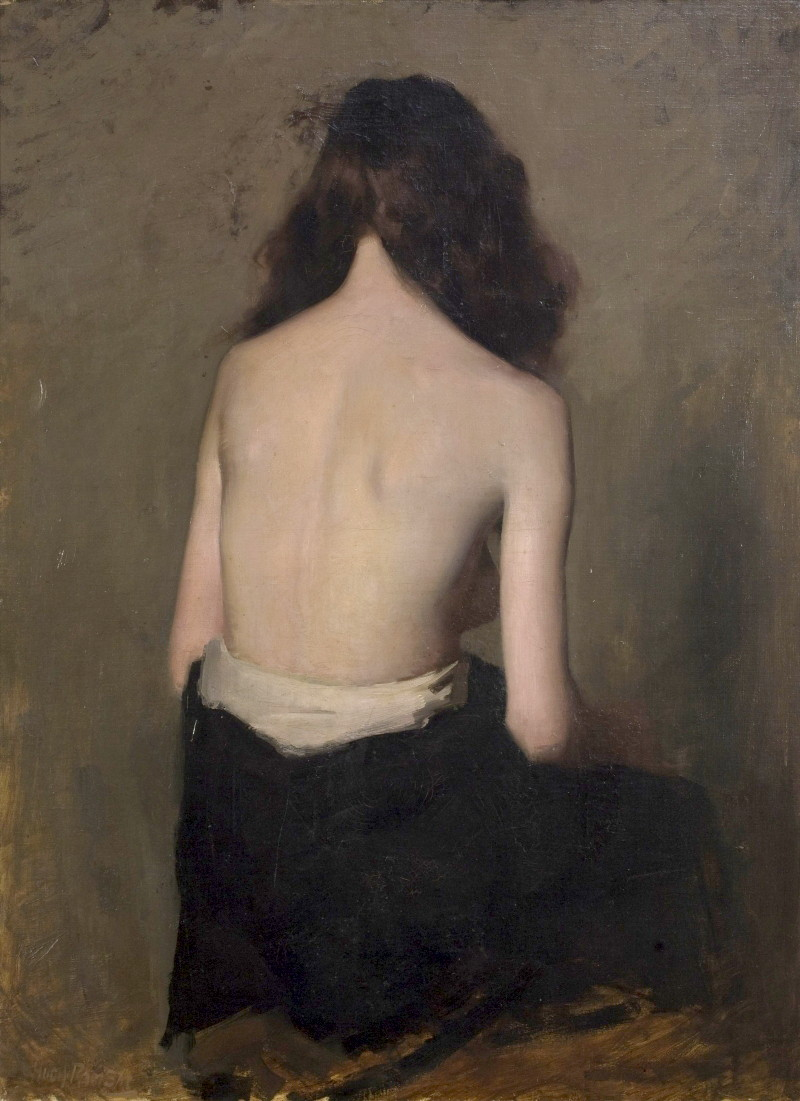
Seated girl
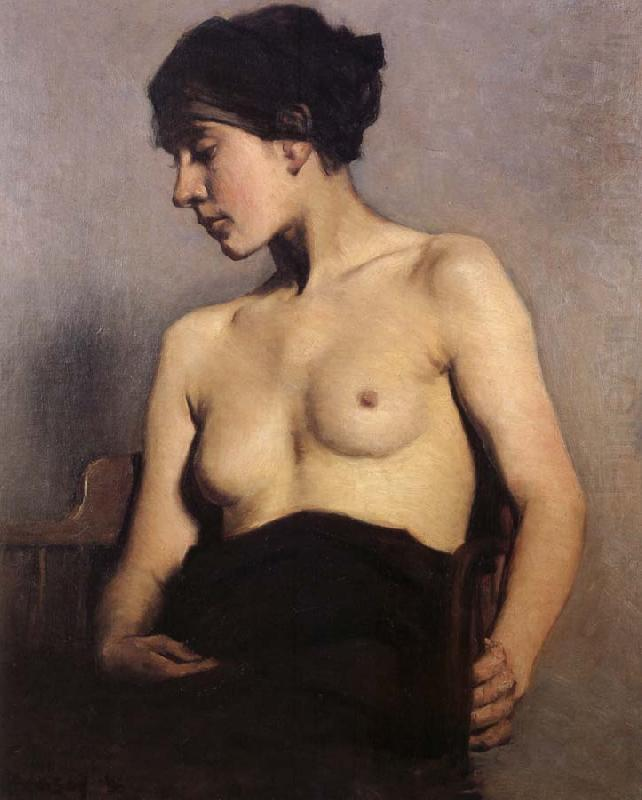
Seated nude
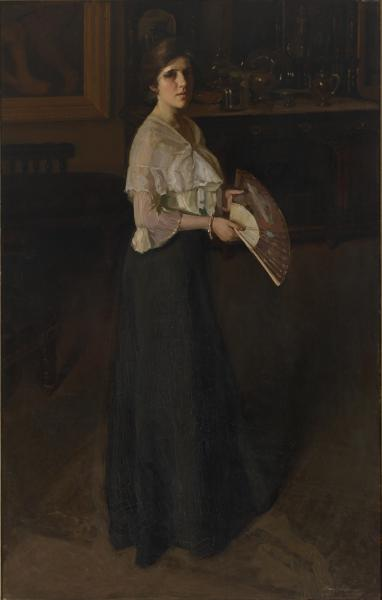
Lady wih a Fan
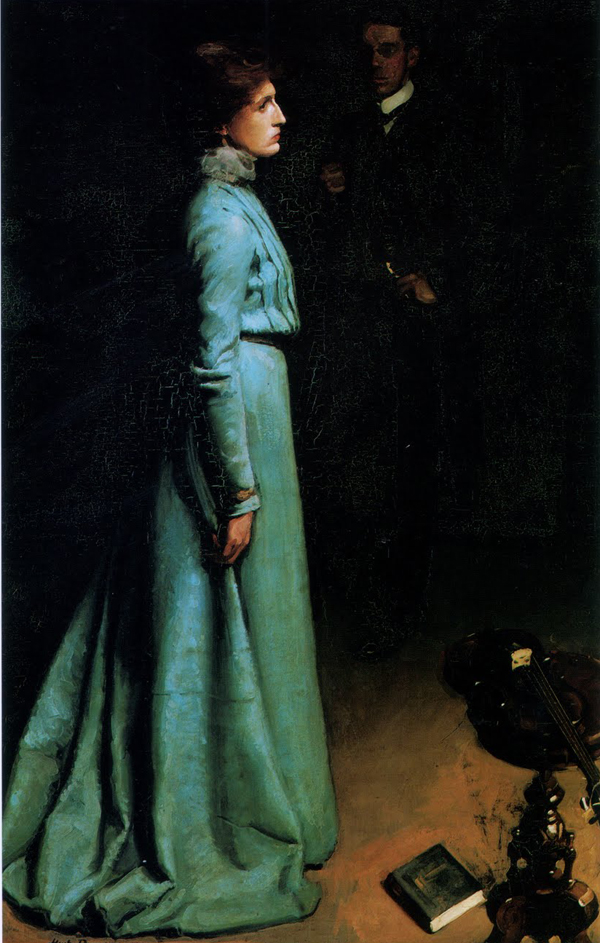
The Lady in Blue
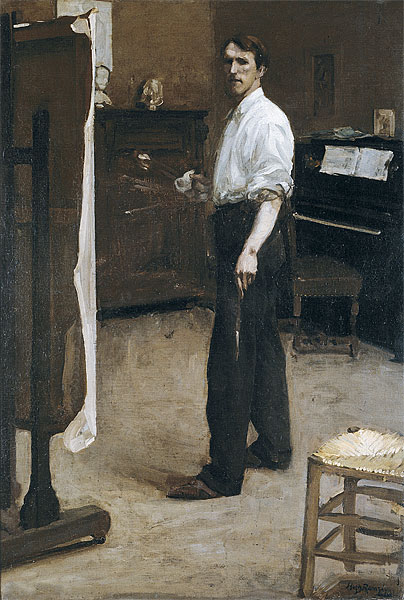
Portrait of the Artist standing before Easel
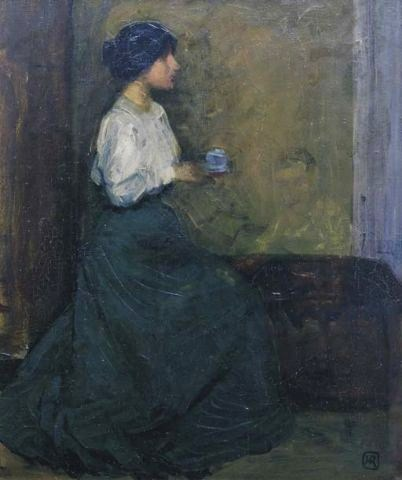
Seated Figure
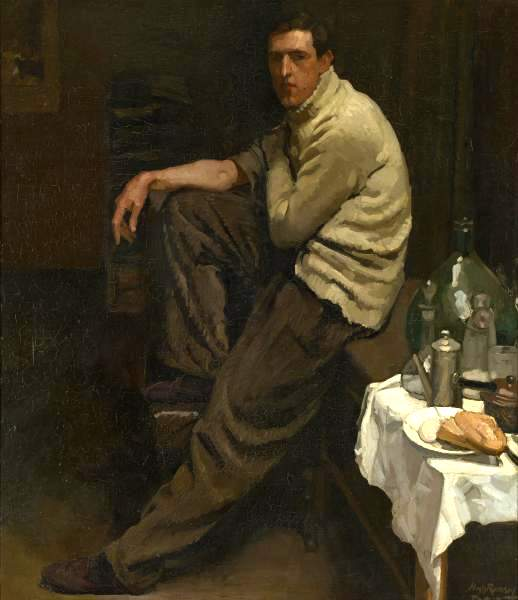
Student
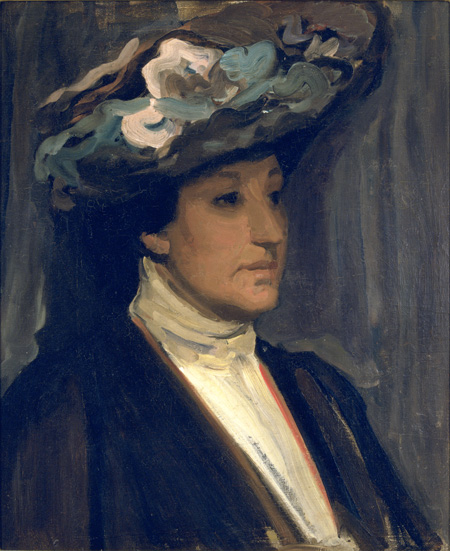
Sketch of Nellie Melba
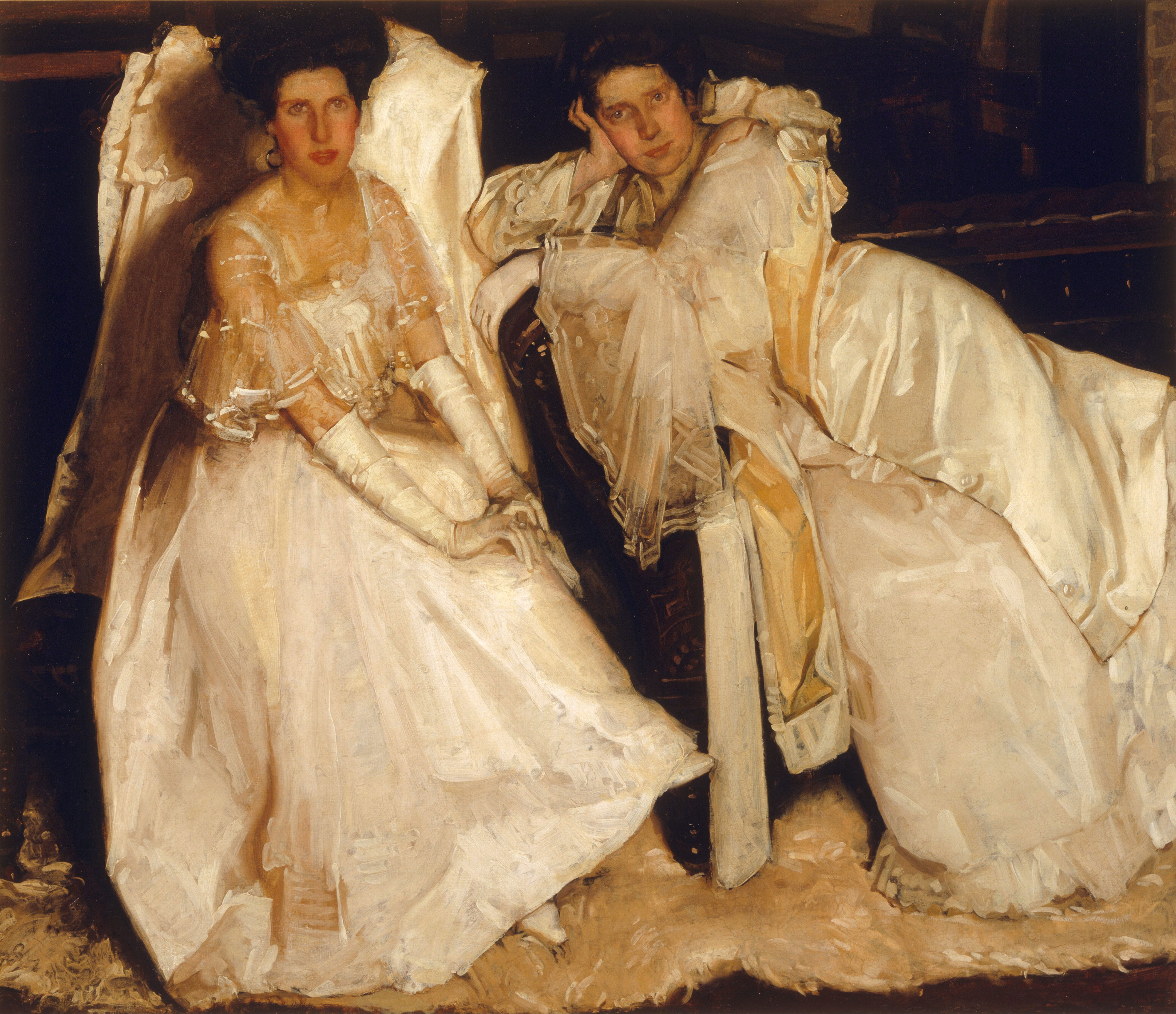
The Sisters
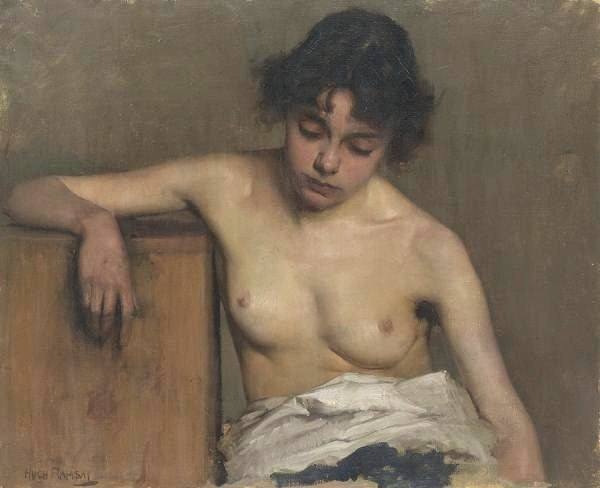
Nude